# Delegado presidencial regional del Biobío
El delegado presidencial de la región del Biobío o simplemente delegado presidencial regional del Biobío es la autoridad designada por el presidente de la República para ejercer como su representante natural e inmediato en la región del Biobío. Actualmente es ejercido por Daniela Dresdner Vicencio del partido Revolución Democrática.

## Antecedentes
El antecesor directo del cargo del delegado presidencial regional del Biobío es la figura del intendente regional. Una reforma constitucional del año 2017 dispuso la elección popular del órgano ejecutivo del gobierno regional, creando el cargo de gobernador regional y estableciendo una delegación presidencial regional, a cargo de un delegado presidencial regional, el cual representa al poder ejecutivo y supervisa las regiones en conjunto a los delegados presidenciales provinciales. Tras las primeras elecciones regionales en 2021, y desde que asumieron sus funciones los gobernadores regionales y delegados presidenciales regionales, el 14 de julio de 2021, el cargo de intendente desapareció.

## Delegados presidenciales regionales del Biobío
| N°. | Delegado(a) | Delegado(a)               | Partido | Partido                 | Inicio              | Final                   | Presidente(a) | Presidente(a)              |
| --- | ----------- | ------------------------- | ------- | ----------------------- | ------------------- | ----------------------- | ------------- | -------------------------- |
| 1.º |             | Patricio Kuhn Artigues    |         | UDI                     | 14 de julio de 2021 | 11 de marzo de 2022     |               | Sebastián Piñera Echenique |
| 2.º |             | Daniela Dresdner Vicencio |         | RD                      | 11 de marzo de 2022 | 15 de noviembre de 2024 |               | Gabriel Boric Font         |
| 2.º | FA          | Daniela Dresdner Vicencio |         |                         | 11 de marzo de 2022 | 15 de noviembre de 2024 |               | Gabriel Boric Font         |
| 3.º |             | Eduardo Pacheco Pacheco   |         | 15 de noviembre de 2024 | En el cargo         |                         |               | Gabriel Boric Font         |